# Loro Parque
Loro Parque (Spaans voor papegaaienpark) is een dierenpark en plantentuin in Puerto de la Cruz op Tenerife (Spanje).
Het park werd in 1972 geopend en richtte zich aanvankelijk alleen op papegaaien, maar in de loop der jaren is er een groot aantal andere dier- en plantensoorten bij gekomen. Het park is vooral bekend van de zeedieren, zoals orka's, dolfijnen en zeeleeuwen. Van 1,3 hectare groeide het park naar een oppervlakte van 13,5 ha. Het park bevat het grootste dolfijnenshow-aquarium en de langste aquariumtunnel van Europa en het grootste pinguïn-binnenverblijf ter wereld. Met de orka's, dolfijnen, zeeleeuwen en papegaaien worden dagelijks voorstellingen gegeven.

## Shows
In het park worden verschillende shows gehouden: zeeleeuwenshow (5 keer per dag), dolfijnenshow (4 keer per dag), papegaaienshow (6 keer per dag), nature vision (bioscoop waarbij een 20 minuten lang durende film wordt afgespeeld - 9 keer per dag) en de orkashow (3 keer per dag).

## Goed doel
In 1994 heeft Loro Parque 'Loro Parque Fundación' gesticht, een internationale stichting, lid van IUCN, om de noodzaak van het behoud van natuur en milieu te benadrukken. De stichting heeft 82 projecten uitgevoerd in 28 landen over de hele wereld, waarvan 31 projecten actief blijven en met ongeveer 150 personen per dag werken voor het behoud van de natuur. Sinds de stichting werd opgericht is bijna 7,5 miljoen euro aan deze projecten uitgegeven.
De stichting is met name actief in het behoud van de meeste bedreigde papegaaisoorten in de wereld, zowel met het fokken in gevangenschap (zoals bij de ernstig bedreigde Spix' ara) als in veldprojecten.

## Werken met orka's
Op 6 oktober 2007 werd leerling-trainer Claudia Vollhardt aangevallen en bijna verdronken door Tekoa. Na deze aanval waren de trainers zes maanden opgehouden om dit werk in het water te doen, en nooit meer met Tekoa. In het voorjaar van 2009 werd Skyla, de jongste orka, ook uitgesloten voor waterwerk nadat ze trainer Rafa Sanchez in het water duwde en tegen de muur spatte voor de tribune tijdens een show. Minder dan een jaar later, op kerstavond van 2009, werd de 29-jarige Alexis Martinez doodgedrukt in de kaken van Keto. Nadat hij twee en een halve minuut op de bodem van het 12 meter diepe zwembad had gelegen, werd zijn lichaam teruggevonden maar hij was niet in staat om nog te ademen. Hij ging met een hartstilstand in de ambulance op weg naar het Medisch Centrum in Puerto de la Cruz, en werd dood verklaard. Zijn begrafenis werd de volgende dag gehouden, op Kerstmis, en zijn as werd verspreid bij Playa el Socorro bij zonsondergang. Sindsdien gaan de trainers niet meer het water in met een van de orka's. In eerste instantie werd de dood door het park aangemerkt als een ongeluk, maar het daaropvolgende autopsierapport verklaarde dat Alexis was overleden als gevolg van ernstige verwondingen opgelopen door een aanval van een orka, waaronder meerdere compressiefracturen, scheuren in vitale organen, en beten van het dier op zijn lichaam. Tijdens het onderzoek naar de dood van Alexis Martinez kwam ook aan het licht dat het park het incident met Tekoa in 2007 verkeerd had vastgesteld, en beweerde dat het ook een ongeluk was in plaats van een aanval.
In de documentaire Blackfish uit 2013 geven verschillende ex-werknemers aan dat Loro Parque niet geschikt was om orka's te trainen. Desalniettemin eindigde Loro Parque in 2015 op de tweede plaats van Tripadvisors Travellers' Choice Winner: 's Werelds beste dierentuin. Reisorganisatie Thomas Cook besloot in 2018 te stoppen met het aanbieden van reizen naar het park op Tenerife.

## Trivia
- Het openingsfilmpje van de film The Hitchhiker's Guide to the Galaxy (uit 2005) werd gefilmd in Loro Parque.
- De eigenaren van Loro Parque hebben in het zuiden van Tenerife een waterpark aangelegd genaamd Siam Park, dat werd geopend in 2008 en claimt het grootste waterpark van Europa te zijn.
- In 2011 kreeg het park in Nederland bekendheid doordat de orka Morgan die in 2010 sterk vermagerd uit de Waddenzee werd gered en in het Dolfinarium Harderwijk werd gerevalideerd, op 29 november 2011 is verplaatst naar Loro Parque.